# Crkva sv. Margarite u Nerežišćima
Crkva sv. Margarite nalazi se u Nerežišćima na Braču, na adresi Trg. Sv. Margarite.

## Opis
Crkva sv. Margarite je jednobrodna gotička crkva s pačetvorinastom apsidom. Ponutrica crkve je građena finim klesancima, presvođena je prelomljenim svodom s pojasnicom na pilastrima s lisnatim kapitelima. Bočno su trilobi na menzolama u obliku ženskih i muških glava. U svetištu su oslikani posvetni križevi iz 14. stoljeća. Nad glavnim ulazom je gotička luneta na menzolama u obliku ljudske glave.

## Zaštita
Pod oznakom Z-1551 zavedena je kao nepokretno kulturno dobro - pojedinačno, pravna statusa zaštićena kulturnog dobra, klasificirano kao "sakralna graditeljska baština".

## Vanjske poveznice
|  | Zajednički poslužitelj ima još gradiva o temi Crkva sv. Margarite u Nerežišćima |